# Sundbyholm
Sundbyholm är sedan 2005 en tätort i Eskilstuna kommun. Tidigare var samhället en småort med samma namn.
I Sundbyholm finns en av Sveriges största travbanor, Sundbyholms travbana. Här finns även Sundbyholms slott med herrgård och Eskilstuna kommuns största småbåtshamn med tillhörande gästhamn och servering, samt ett stort utomhusbad med sandstrand.
I Sundbyholm finns Sveriges nordligaste bokskog, med bland annat en vacker bokallé som leder till slottet, herrgården och hamnen. Här ligger Sundbyholms naturvårdsområde med naturreservatet Sundbyholmsåsen.

## Befolkningsutveckling
| Befolkningsutvecklingen i Sundbyholm 1990–2020                                                                                   | Befolkningsutvecklingen i Sundbyholm 1990–2020 | Befolkningsutvecklingen i Sundbyholm 1990–2020 | Befolkningsutvecklingen i Sundbyholm 1990–2020 | Befolkningsutvecklingen i Sundbyholm 1990–2020 |
| --- | ---------------------------------------------- | ---------------------------------------------- | ---------------------------------------------- | ---------------------------------------------- |
| |                                                |                                                |                                                |                                                |
| År |                                                |                                                | Folkmängd                                      | Areal (ha)                                     |
| 1990 | 1990                                           |                                                | 115                                            | #                                              |
| 1995 | 1995                                           |                                                | 163                                            | 76#                                            |
| 2000 | 2000                                           |                                                | 264                                            | 76#                                            |
| 2005 | 2005                                           |                                                | 317                                            | 52                                             |
| 2010 | 2010                                           |                                                | 485                                            | 75                                             |
| 2015 | 2015                                           |                                                | 868                                            | 263                                            |
| 2020 | 2020                                           |                                                | 1 100                                          | 342                                            |
| Anm.: Ny tätort 2005. Ej tätort 1995 på grund av för hög andel fritidsbebyggelse. Sammanvuxen med Ostraknall 2015. # Som småort. |                                                |                                                |                                                |                                                |